# Marián Ježík
Marián Ježík (* 14. listopadu 1959) je bývalý slovenský fotbalista, záložník.

## Fotbalová kariéra
V lize hrál za Slovan Bratislava, RH Cheb a ZŤS Petržalka. V československé lize nastoupil v 29 utkáních a dal 1 gól.

## Ligová bilance
| Ročník                                   | Zápasy | Góly | Klub              |
| ---------------------------------------- | ------ | ---- | ----------------- |
| 1. československá fotbalová liga 1979/80 | 18     | 1    | Slovan Bratislava |
| 1. československá fotbalová liga 1980/81 | 3      | 0    | Slovan Bratislava |
| 1. československá fotbalová liga 1981/82 | 3      | 0    | RH Cheb           |
| 1. československá fotbalová liga 1984/85 | 5      | 0    | ZŤS Petržalka     |
| CELKEM                                   | 29     | 1    |                   |